# 1941 en droit
Cet article présente les faits marquants de l'année 1941 en droit.

## Événements
- Front national des juristes (1941-1944), mouvement de résistance français.
- France : étatisation des polices municipales (par l'acte dit loi du 23 avril 1941)

### Janvier
- 27 janvier, France : l'acte constitutionnel no 7 du 27 janvier 1941 contraint un certain nombre de fonctionnaires à jurer fidélité au chef de l'État, Philippe Pétain[1]

### Août
- 14 août, France : les actes constitutionnels no 8 et no 9 contraignent respectivement les militaires et les magistrats à prêter serment de fidélité à Philippe Pétain[2].

### Octobre
- 4 octobre, France : l’acte constitutionnel no 10 contraint l’ensemble des fonctionnaires à jurer fidélité au chef de l'État.

## Naissances
- Mireille Delmas-Marty, universitaire française, membre de l'Institut.

## Décès
- Louis Josserand (1868-1941), juriste français, coauteur du projet de code des obligations et des contrats libanais.
- Henri Ramet (1859-1941), historien et juriste français, fut Président de la cour d'appel de Toulouse